# Triple Canopy
Triple Canopy est une société militaire privée américaine, fondée en mai 2003 par des vétérans des Special Forces de l'US Army, ainsi que d'anciens opérateurs de la Delta Force. Elle fournit des services de sécurité, de soutien aux missions et de gestion des risques aux entreprises, aux administrations publiques et aux organisations à but non lucratif. 
En juin 2014, la société fusionne avec sa rivale Academi, anciennement Blackwater, pour former Constellis Group. Au moment de la fusion, plus de 5 000 employés travaillent pour Triple Canopy.

## Histoire

### Création
En 2003, en réponse à la croissance du marché de la sécurité privée, engendrée par les attentats terroristes du 11 septembre 2001, deux vétérans des forces spéciales de l'armée, Matt Mann et Tom Katis, décident de créer une entreprise axée sur la lutte contre le terrorisme international. Ils appliquent leur connaissance des activités militaires pour « former les agences gouvernementales aux techniques antiterroristes ». Triple Canopy est constituée à Chicago mais maintient son siège social à Reston, en Virginie. Elle fournit des services de sécurité sur une base contractuelle, notamment aux agences gouvernementales clandestines. 
Le nom « Triple Canopy » est initialement choisi pour faire référence aux jungles où certains des principaux membres fondateurs ont reçu une formation militaire. En outre, le nom fait référence à la distinction entre le personnel de l'armée américaine portant les onglets Airborne, Ranger et Special Forces, si autorisé, lorsqu'il est affecté à des unités des Forces spéciales[pas clair].

### Activités paramilitaires
La firme obtient ses premiers contrats en 2004, à la suite de l'invasion de l'Irak ; elle est chargée de garder et équiper les forces alliées dans la zone de guerre, notamment pour l'Autorité provisoire de la coalition. Dans les années qui suivent, Triple Canopy remporte d'autres contrats avec le département d'État, notamment pour la sécurisation de certaines des ambassades américaines les plus à risque, partout dans le monde. Ce travail est effectué dans le cadre du contrat Worldwide Personal Protective Services émis par le département d'État, évalué jusqu'à un milliard de dollars pour les quelques entreprises auxquelles ce contrat est attribué.
Triple Canopy participe également à des opérations humanitaires, notamment en acheminant de l'aide et des fournitures à Haïti en 2010 à la suite du séisme ayant dévasté le pays,.
En novembre 2010, une soixantaine d'entreprises de sécurité privées installées dans des zones de guerre promettent la réduction de leur recours à la force, plus de contrôle et plus de formation du personnel, ainsi que le signalement des infractions à la loi commises par leurs employés. Triple Canopy est inclus dans cet accord, de même que la grande société britannique G4S.

### Rachat de Clayton Consultants
En 2007, Triple Canopy rachète Clayton Consultants, Inc., un cabinet de conseil en sécurité en gestion de crise offrant des services de réponse aux incidents, de conseil en sécurité et de formation. Selon le site Web de l'entreprise, elle « se spécialise dans la prévention et la résolution des enlèvements contre rançon, extorsion, falsification de produits malveillants, détention injustifiée, sécurité maritime, violence au travail et risque client » et est particulièrement active à la frontière américano-mexicaine. Clayton Consultants a également été embauchée pour aider à gérer les problèmes de piraterie dans le golfe d'Aden[réf. nécessaire].

### Fusion et disparition
En juin 2014, la société fusionne avec sa rivale Academi, anciennement Blackwater, pour former Constellis Group. Craig Nixon, l'ancien PDG d'Academi, devient le PDG de Constellis Group, et les installations de formation sont regroupées dans le centre de formation d'Academi à Moyock, en Caroline du Nord. La nouvelle société est composée, entre autres, d'un certain nombre d'anciens membres du Special Operations Command de l'US Army, de Bérets verts, de Rangers, de SEALs, de MARSOC Raiders, d'autres membres du personnel des opérations spéciales et de plusieurs agents des forces de l'ordre. Au moment de la fusion, plus de 5 000 employés travaillent pour Triple Canopy.
La société mère Constellis est vendue à Apollo Global Management en août 2016. Constellis déménage son siège social mondial à Herndon, en Virginie, en février 2020.

## Direction
La direction de Triple Canopy comprend d'anciens dirigeants de Delta Force, des analystes du secteur et des experts en gestion d'actifs, ainsi que des consultants. Parmi eux figurent :
- Tom Katis, coprésident
- Matt Mann, coprésident
- Gregory 'Mo' Mulligan, président
- Matt Luckett, réalisateur
- Jay Christy, chef de l'exploitation
- Tom Magnani, directeur financier
- Juliet Protas, vice-présidente principale et avocate générale

## Opérations en Irak

### Engagement
Triple Canopy est principalement connu pour assurer la sécurité en Irak, en particulier pour garder le siège de l'Autorité provisoire de la coalition dans tout le pays. En avril 2009, des contrats en Irak gérés par Blackwater USA, alors sous enquête pour violation des règles et violence, sont attribués par le département d'État à Triple Canopy et maintenus jusqu'en 2022 au moins. Auparavant, Triple Canopy est responsable de contrats hors de Bagdad, alors que les contrats repris par la société sont principalement basés à Bagdad .
En plus des rôles de sécurité, Triple Canopy est impliqué en Irak d'autres manières, parrainant l'Iraq Energy Expo and Conference pour aider à reconstruire la nation.
Un examen des opérations de Triple Canopy en Irak, mené par le Bureau de l'Inspecteur général de l'armée américaine, déclare que le personnel de l'entreprise constitue une « main-d'œuvre professionnelle bien formée avec une expérience préalable significative » dans les opérations spéciales militaires et l'application de la loi.

### Victimes
Opérant régulièrement dans des zones de guerre et d'autres endroits dangereux, Triple Canopy subit occasionnellement des pertes humaines. En septembre 2005, quatre membres de l'équipe Triple Canopy sont tués, ainsi que 13 autres personnes n'appartenant pas à l'entreprise, lorsqu'une bombe explose dans une rue de Bassorah, en Irak . Une attaque à la roquette en juillet 2010 sur la zone verte de Bagdad tue trois membres du personnel de Triple Canopy et en blesse 15 autres.
Adam Hermanson, un employé de Triple Canopy et un vétéran de l'US Air Force, meurt le 1er septembre 2009, après avoir apparemment été accidentellement électrocuté alors qu'il se douchait dans ses quartiers, dans une installation de l'entreprise, à l'intérieur de la zone verte de Bagdad. La famille d'Hermanson affirme qu'un câblage défectueux est en cause et que la société n'a pas été pleinement informée des détails de l'incident,.

### Poursuites pour licenciement abusif
Triple Canopy licencie deux sous-traitants travaillant en Irak en 2006 parce qu'ils n'ont pas correctement signalé, en temps opportun, que leur superviseur a tiré sur un véhicule civil en Irak. Le superviseur, également licencié, nie les allégations. Les deux employés déposent une plainte contre la société, l'accusant de licenciement abusif. Le 1er août 2007 un jury du tribunal de circuit du comté de Fairfax se prononce en faveur de Triple Canopy ,. En appel, la Cour suprême de Virginie annule cette décision et ordonne un nouveau procès, affirmant que le juge a donné de mauvaises instructions au jury lors du procès initial. Les parties parviennent finalement à un règlement à l'amiable dont les termes sont inconnus.

## Implications dans l'établissement d'un Code de conduite
Selon Triple Canopy, l'entreprise « a participé à l'effort d'établissement d'un code de conduite international depuis l'élaboration du Document de Montreaux en 2006, et a même fourni le Code de conduite de l'entreprise au gouvernement suisse comme document source ». En juin 2010, lors d'un témoignage devant la Commission sur les contrats en temps de guerre en Irak et en Afghanistan, le PDG Ignacio « Iggy » Balderas exprime le soutien de l'entreprise à un « système de certification des prestataires de sécurité privés par des tiers ».
Le résultat de ces efforts est l'élaboration et l'adoption du Code de conduite international pour les prestataires de services de sécurité privés, et Balderas prend la parole lors de la cérémonie de signature à Genève, en Suisse, en novembre 2010 ,. Selon Balderas : « Nos prochaines étapes consistent à faire en sorte que le Code soit accepté dans le monde entier et fasse partie intégrante du fonctionnement de l'industrie et de la manière dont les gouvernements et les clients sélectionnent les fournisseurs de sécurité. Nous devons également veiller à ce que la transparence, la surveillance et la responsabilité accompagnent le Code afin que toute l'étendue de son intention soit montrée. ».